# Alexander Nikolai Schmidt-Lebuhn
Alexander Nikolai Schmidt-Lebuhn (1976 ) es un botánico, y profesor alemán.
En 2002, obtuvo su M.Sc. en biología, en la Universidad de Gotinga, y en 2005 el Dr. rec. nat. (~Ph.D.), en la misma Universidad, con su tesis „Molecular and taxonomical studies on Minthostachys (Labiatae) and Polylepis (Rosaceae) – a contribution to the understanding of plant biodiversity in the Andes”, con la supervisión del Dr. Michael Kessler, con „magna cum laude“.
Realiza investigaciones centradas en la ecología de la polinización y su influencia en la morfología, estructura de la población, y la diversificación en el Nuevo Mundo del genus Justicia (Acanthaceae). Además, en α-taxonomía y sistemática de Lamiaceae y Acanthaceae, en particular de la Comunidad Andina del género Minthostachys.

## Algunas publicaciones
- t Krömer, m Kessler, g Lohaus, an Schmidt-Lebuhn. 2008. Nectar composition and concentration in relation to pollination syndromes in Bromeliaceae. Plant Biology 10: 502-511
- an Schmidt-Lebuhn. Ethnobotany, biochemistry and pharmacology of Minthostachys (Lamiaceae). J. of Ethnopharmacology 118: 343-353
- -------------. 2008. Monophyly and phylogenetic relationships of Minthostachys (Labiatae, Nepetoideae) examined using morphological and nrITS data. Plant Systematics and Evolution 270: 25-38
- -------------. 2008. Revision of the genus Minthostachys (Labiatae). Memoirs of the New York Botanical Garden 98: 1-74
- -------------, j Fuchs, m Kessler. 2008. Flow cytometric measurements do not reveal different ploidy levels in Minthostachys (Lamiaceae). Plant Systematics and Evolution 271: 123-128
- s Döll, i Hensen, an Schmidt-Lebuhn, m Kessler. 2007. Pollination ecology of Justicia rusbyi (Acanthaceae), a common understorey plant in a tropical mountain forest in eastern Bolivia. Plant Species Biology 22: 211-216
- -------------. 2007. Using AFLP to unravel species relationships and delimitations in Minthostachys (Labiatae). Bot. J. of the Linnean Society 153: 9-19
- --------------, m Kessler. 2007. Key2html: a tool for the quick conversion of dichotomous keys into HTML code. Taxon 56: 505-508
- --------------, ----------------. 2007. SYNOPTKEY - a PHP program for online presentation of synoptic determination keys. Schlechtendalia 16: 101-105
- --------------, ----------------, i Hensen. 2007. Hummingbirds as drivers of plant speciation? Trends in Plant Science 12: 329-331
- -------------, m Schwerdtfeger, m Kessler, g Lohaus. 2007. Phylogenetic constraints vs. ecology in nectar composition of Acanthaceae. Flora 202: 62-69
- -------------, p Seltmann, m Kessler. 2007. Consequences of the pollination system on genetic structure and patterns of species distribution in the Andean genus Polylepis (Rosaceae): a comparative study, pp. 91-103 in: Wissemann, V. & Campbell, C. S. (eds.), Evolution of Rosaceae. Plant Systematics and Evolution 266
- m Kessler, an Schmidt-Lebuhn. 2006. Taxonomical and distributional notes on Polylepis (Rosaceae). Organisms, Diversity and Evolution 6: 67-69
- -------------. 2006. Bibliography of Carl Clawson Epling’s taxonomical works on the genera of American Labiatae. Candollea 61: 71-82
- -------------. 2006. One new and one rediscovered species of Clinopodium (Labiatae) from Peru. Edinburgh Journal of Botany 63: 73-80
- -------------, m Kessler, m Kumar. 2006. Promiscuity in the Andes: Species relationships in Polylepis (Rosaceae, Sanguisorbeae) based on AFLP and morphology. Systematic Botany 31: 547-559
- -------------, m Kumar, m Kessler. 2006. An assessment of the genetic population structure of two species of Polylepis (Rosaceae) in the Chilean Andes. Flora 201: 317-325.
- -------------, m Kessler, j Müller. 2005. Evolution of Suessenguthia (Acanthaceae) inferred from morphology, AFLP data and ITS rDNA sequences. Organisms, Diversity and Evolution 5: 1-13
- -------------. 2003. A taxonomic revision of the genus Suessenguthia Merxm. (Acanthaceae). Candollea 58: 101-128
- m Lehnert, m Mönnich, t Pleines, an Schmidt-Lebuhn, m Kessler. 2001. The Relictual Fern Genus Loxsomopsis. American Fern Journal 91: 13-24

### Libros
- 2005. Molecular and taxonomical studies on Minthostachys (labiatae) and Polylepis (rosaceae): a contribution to the understanding of plant biodiversity in the Andes. Ed. Göttingen. 225 pp.

- La abreviatura «Schmidt-Leb.» se emplea para indicar a Alexander Nikolai Schmidt-Lebuhn como autoridad en la descripción y clasificación científica de los vegetales.[2]